# Enson Rodríguez
Enson Rodríguez (n. Ureña, Venezuela; 5 de septiembre de 1989) es un futbolista profesional venezolano que juega como mediocampista ofensivo o delantero extremo y su equipo actual es Chacaritas de la Serie B de Ecuador.

## Clubes
Actualizado al último partido disputado el 1 de mayo de 2024.
| Club                  | País                 | Año           | Partidos | Goles |
| --------------------- | -------------------- | ------------- | -------- | ----- |
| Ureña S. C.           | Venezuela            | 2009-2011     | 3        | 0     |
| Deportivo La Guaira   | Venezuela            | 2012-2014     | 61       | 3     |
| Portuguesa F. C.      | Venezuela            | 2014-2015     | 12       | 5     |
| Carabobo F. C.        | Venezuela            | 2015-2016     | 14       | 0     |
| Barcelona Atlético    | República Dominicana | 2016-2017     | 0        | 0     |
| Técnico Universitario | Ecuador              | 2017          | 37       | 14    |
| América de Quito      | Ecuador              | 2018          | 15       | 4     |
| Aucas                 | Ecuador              | 2018-2019     | 32       | 3     |
| Macará                | Ecuador              | 2020-2021     | 27       | 1     |
| Técnico Universitario | Ecuador              | 2021-2023     | 49       | 2     |
| Chacaritas            | Ecuador              | 2024-act.     | 2        | 0     |
| Total carrera         | Total carrera        | Total carrera | 252      | 32    |

## Palmarés

### Campeonatos nacionales
| Título             | Club                  | País      | Año  |
| ------------------ | --------------------- | --------- | ---- |
| Copa Venezuela     | Deportivo La Guaira   | Venezuela | 2014 |
| Serie B de Ecuador | Técnico Universitario | Ecuador   | 2017 |